# キング・オブ・ザ・モンスターズ
『キング・オブ・ザ・モンスターズ』 (KING OF THE MONSTERS) は、1991年2月25日にSNK (旧社)から稼働されたアーケード用対戦アクションゲーム。
1996年の日本を舞台に、環境破壊により姿を現した怪獣（モンスター）たちが最強の座を争って勝者を決定する内容となっている。怪獣映画をモチーフにしたような内容であり、プレイヤーキャラクターが全て怪獣（モンスター）なのが特徴。
開発もSNKが行い、音楽は同社のアーケードゲーム『餓狼伝説』（1991年）を手掛けた田中敬一および西田和弘が担当している。
同年にネオジオに移植され、1992年にスーパーファミコン、1993年にメガドライブに移植された。ネオジオ版は2008年にWii用ソフトとしてバーチャルコンソールにて配信された他、アケアカNEOGEOにて2017年にXbox One、PlayStation 4用ソフトとして配信、2018年にNintendo Switch用ソフトとして配信された。その他、PlayStation 2およびPlayStation Portable用ソフト『SNKアーケードクラシックスVol.1』（2008年）に収録された。
後に続編となるアーケードゲーム『キング・オブ・ザ・モンスターズ2』（1992年）が稼働した。こちらはベルトスクロールアクションゲームに変更されている。

## ゲーム内容
モンスター同士がバトルフィールドである市街地などで対決し、建物を破壊しつつ組み技やロープワークを駆使し対戦相手から3カウントを取れば勝ちというプロレスのようなルールで進み、同キャラクター対戦含む6人抜きを2周すればエンディングとなる。
ネオジオ版で使用できるモンスターは全6体で、ゲームは全6ステージを2周設定の12ステージ構成。
CPUの基本対戦順序は ジオン → ウー → ポイズンゴースト → ロッキー → ビートルマニア → アストロガイの順番だが、使用キャラクターとの同キャラクター対戦は最後になるように入れ替えられる。
ゲームモード
- 1P vs CPU - CPUと1対1のバトルを勝ち抜いていくモード。
- 1P & 2P vs CPU & CPU - プレイヤー同士で協力して、2vs2のバトルを勝ち抜いていくタッグマッチモード。同じキャラクターは選択できない。
- 1P vs 2P - プレイヤー同士で対戦するモード。

ステージ構成
リングとなるフィールドは「東京」「岡山」「神戸」「京都」「大阪」「広島」の6箇所。それぞれのステージで、各地の現実にある名所に似たような建物が配置されているが、位置関係までは現実に即して再現されているわけではない。これらの建物のほとんどが破壊可能で、破壊するとスコアを得られる。
ステージの左右端にはバリアが張り巡らされており、接触または飛び越えようとすると強制的にリングに戻される（ダメージはない）。上下にはバリアは張られていないが、一定以上は進めないようになっている。掴んで横にスイングされたキャラクターはバリアに跳ね返されて走って戻ってくる。
対戦中に戦闘機や戦車といった人間の兵器が登場して攻撃をしてくることがある。攻撃はそこまで激しくなく、当たったとしてもダメージも僅かだが、若干のヒットストップが発生する。
キャラクターのパワーアップ
特定の投げ技をきめると、対戦相手が「P」のマークがついたカプセルをドロップする。それを一定数取得することで、キャラクターの色が変わり、必殺技の見た目が大きくなり、威力がアップする。最大2段階までパワーアップ可能。

## ゲーム操作
Aボタン（パンチ）
立ち状態ではパンチを出す。行動不能になった戦闘機や戦車などのそばでボタンを押せば拾うこともできる。
戦闘機などを掴んでいる際にAボタンを押せば正面に投擲する。
ダウン中に連打すると早く起き上がり、フォールされた際には、ボタンを連打することで抜けだすことができる。
ダウンした敵の真上でボタンを押すことでフォールに移行する。
Bボタン（キック）
立ち状態では蹴りを出す。ダメージやリーチはパンチとあまり変わらない。
ダウン中の敵にも追撃を行うことができる。
ダウンした敵の真上でボタンを押すことで、敵掴んで起こし有利な状況をとることができる。
Cボタン（ダッシュ）
向いている方向にダッシュする。基本的にプレイヤーは左右どちらかにしかダッシュできないが、CPUのみ特定の状況で斜めにダッシュしてくることがある。
ダウンしている敵のすぐそばでボタンを押すと、ダメージの高いプレス攻撃を行うことができる。敵のライフが高い状態では回避されることもある。
ダッシュ中にパンチボタンを押すことで、ダッシュ攻撃も可能。
A+Bボタン（ジャンプ、必殺技）
レバーを倒した方向に向けて高く跳ね上がる（ニュートラルだとその場に跳ね上がる）。回避や敵との距離をとる際に有効。
建物と衝突すれば、一撃で破壊することができる。空中を飛んでいる戦闘機などと接触すると、そのままキャッチして投擲武器にできる。
ボタンを長押しすることで、必殺技をチャージする。チャージがたまるとキャラクターが光りだし、ボタンを離すと強力な飛び道具を放つ。
A+Cボタン（ダッシュ攻撃）
ダッシュ中に出す攻撃と同じモーションだが、助走無しで出すことができる。
威力は高くないが、当たれば確実にダウンを奪えるため、攻めの起点となる攻撃。

## 登場キャラクター
ジオン（GEON）
恐竜型モンスター。異常気象による影響で、ロシアの地底深く（移植版ではロシア山岳地帯の永久氷河）から目覚めた。
必殺技は炎を口から吐き出す。
ウー（WOO）
巨大猿人型モンスター。中国の奥地でひっそりと暮らしていたが、人類による森林破壊に怒り凶暴化した。一部の移植版では登場しない。
必殺技はエネルギーの弾を掌から飛ばす。
ポイズンゴースト（POISON GHOST）
スライム状モンスター。日本近海のヘドロが集合し、怪物化した巨人。一部の移植版では登場しない。
必殺技は腕を分離させて飛ばす。攻撃をはずした場合、飛ばした腕が先端まで伸びきってから戻ってくるまで動けないため、他のキャラクターより外した時の隙が若干大きい。
ロッキー（ROCKY）
岩石生命体。エジプトの守護神で、スフィンクスから現れた岩石の肉体を持つ巨人。
必殺技は腹部の岩を飛ばす。
ダッシュ攻撃がラリアットで、命中させた際に敵との縦軸のずれがなく、近くでダウンさせるため、その後の追撃がしやすい。
ビートルマニア（BEETLE MANIA）
昆虫型モンスター。アマゾン奥地に棲息するカブトムシが突然変異で巨大化したもの。
必殺技は角を飛ばす。
ダッシュ攻撃は突進しながら角で相手を持ち上げて後ろに投げ飛ばす。ロッキー同様、縦軸のずれはないが、突進しながら敵を後ろに投げ飛ばす都合上、敵との距離が広がりやすいため、その後の追撃が若干遅れる。
アストロガイ（ASTRO GUY）
人間型モンスター（？）。ヒーローのような風貌をしているが、その正体は放射能研究で自らを実験台にして怪物化した老化学者。移植版では対モンスター用に研究を重ねていた「筋肉強化システム」で肉体の強化を図るが失敗してモンスター化したという設定で、正義感は強く本人はモンスター退治のために戦っているつもりだが、都市を壊して却って被害を広げている。
必殺技は腕を十字にクロスさせて光線を飛ばす。

## 移植版
| No. | タイトル                       | 発売日                                    | 対応機種                           | 開発元                            | 発売元             | メディア                              | 型式                                                           | 備考                  |
| --- | ------------------------------ | ----------------------------------------- | ---------------------------------- | --------------------------------- | ------------------ | ------------------------------------- | -------------------------------------------------------------- | --------------------- |
| 1   | キング・オブ・ザ・モンスターズ | 1991年7月1日                              | ネオジオ                           | SNK                               | SNK                | ロムカセット                          | NGH-016                                                        |                       |
| 2   | キング・オブ・ザ・モンスターズ | 1992年7月31日 1992年                      | スーパーファミコン                 | 元気                              | タカラ             | 8メガビットロムカセット               | SHVC-KM SNS-KM-USA SNSP-KM-NOE                                 |                       |
| 3   | キング・オブ・ザ・モンスターズ | 1993年11月26日 1993年3月 1993年6月        | メガドライブ                       | エス・ピー・エス                  | セガ タカラ        | 8メガビットロムカセット               | G-4104 2025年6月2日 1086-50                                    |                       |
| 4   | SNKアーケードクラシックスVol.1 | 2008年4月29日 2008年9月12日 2009年5月21日 | PlayStation 2 PlayStation Portable | Terminal Reality アルファ電子 SNK | SNK                | PS2:DVD-ROM PSP:UMD                   | PS2: SLUS-21724 SLES-55232 PSP: ULUS-10338 ULES-01105 ULJS-193 | 日本ではPSP版のみ発売 |
| 5   | キング・オブ・ザ・モンスターズ | 2008年6月3日 2008年7月7日                 | Wii                                | SNKプレイモア                     | D4エンタープライズ | ダウンロード （バーチャルコンソール） | -                                                              | NEO GEO版の移植       |
| 6   | SNK Arcade Classics Vol. 1     | 2008年7月22日 2008年11月28日              | Wii                                | Terminal Reality アルファ電子 SNK | SNK                | Wii用12センチ光ディスク               | RVL-P-RNCE RVL-P-RJZP                                          |                       |
| 7   | キング・オブ・ザ・モンスターズ | INT 2017年5月30日                         | Linux Macintosh Windows            | DotEmu                            | SNK                | ダウンロード (GOG.com)                | -                                                              |                       |
| 8   | キング・オブ・ザ・モンスターズ | INT 2017年6月8日                          | Xbox One                           | ハムスター                        | ハムスター         | ダウンロード （アケアカNEOGEO）       | -                                                              |                       |
| 9   | キング・オブ・ザ・モンスターズ | INT 2017年7月20日                         | PlayStation 4                      | ハムスター                        | ハムスター         | ダウンロード （アケアカNEOGEO）       | -                                                              |                       |
| 10  | キング・オブ・ザ・モンスターズ | INT 2018年1月4日                          | Nintendo Switch                    | ハムスター                        | ハムスター         | ダウンロード （アケアカNEOGEO）       | -                                                              |                       |
| 11  | キング・オブ・ザ・モンスターズ | 2018年2月27日                             | Windows Apps                       | ハムスター                        | SNK                | ダウンロード                          | -                                                              |                       |
| 12  | キング・オブ・ザ・モンスターズ | INT 2022年2月17日                         | iOS Android                        | ハムスター                        | ハムスター         | ダウンロード （アケアカNEOGEO）       | -                                                              |                       |

## スタッフ
アーケード版
- プロデューサー、ディレクター：HAMACHI PAPA
- チーフ・デザイナー：MITSUZO
- メイン・デザイナー：TOMOMI
- 背景デザイナー：TAKA、SAKAI
- キャラクター・デザイナー：JOE TOSHIAKI、GAGAMARU、YU-ZO、Y-TICK、FUZIKI BOKE
- メイン・プログラマー：MAKOTO
- アシスタント・プログラマー：YAMATAN
- サウンド・クリエイター：TARKUN（田中敬一）、KONNY（西田和弘）、TEN6 JAGUARS
- スペシャル・サンクス：えばらやすはる、H.TANAKA、横山雅人、ひろようこ、SNKオールスタッフ

スーパーファミコン版
- スーパーバイザー：かがたかし
- ディレクター：H.KOBAYASHI
- 開発：元気
- チーフ・プログラマー：Y.S.BILLY（砂塚佳成）
- プログラマー：THOMAS BROS.、SCOTT.O
- デザイナー：ICHIKAWA、SADA（浜垣博志）、太田賢二、K.AOKI
- スペシャル・サンクス：SNK、タカラスタッフ

## 評価
アーケード版
ゲーム誌『ゲーメスト』の企画「第5回ゲーメスト大賞」（1991年度）において、年間ヒットゲーム40位を獲得した。
ネオジオ版
ゲーム誌『ネオジオフリーク』が1997年に同誌で行った「ネオジオゲームツインレビュー」では、5、3の合計8点（満20点）。レビュアーはモンスターでプロレスというコンセプトが面白く兵器を捕まえて投げてビルなどを破壊するのは楽しいが、組み合ってからの勝ち負けが運任せで打撃技だけでは勝てない程度にCOMが結構強い、使用キャラや技は少なく一昔前のプロレスゲームだとした。
スーパーファミコン版
ゲーム誌『ファミコン通信』の「クロスレビュー」では、5・6・7・6の合計24点（満40点）、『ファミリーコンピュータMagazine』の読者投票による「ゲーム通信簿」での評価は以下の通りで、21.46点（満30点）となっている。この得点はスーパーファミコン全ソフトの中で105位（323本中、1993年時点）となっている。
| 項目 | キャラクタ | 音楽 | 操作性 | 熱中度 | お買得度 | オリジナリティ | 総合  |
| 得点 | 3.79       | 3.36 | 3.54   | 3.82   | 3.31     | 3.64           | 21.46 |
メガドライブ版
- ゲーム誌『ファミコン通信』の「クロスレビュー」では、7・6・6・4の合計23点（満40点）、『メガドライブFAN』の読者投票による「ゲーム通信簿」での評価は以下の通りで、18.2点（満30点）となっている。

| 項目 | キャラクタ | 音楽 | お買得度 | 操作性 | 熱中度 | オリジナリティ | 総合 |
| 得点 | 3.2        | 3.0  | 2.9      | 3.1    | 3.0    | 3.1            | 18.2 |